# Huaqiao (köpinghuvudort i Kina, Zhejiang Sheng, lat 28,92, long 121,48)
Huaqiao (kinesiska: Hua-ch’iao-chen, Hua-ch’iao-shih, Hua-ch’iao, 花桥, 花桥镇) är en köpinghuvudort i Kina. Den ligger i provinsen Zhejiang, i den östra delen av landet, omkring 190 kilometer sydost om provinshuvudstaden Hangzhou. Antalet invånare är 15 299. Befolkningen består av 7 805 kvinnor och 7 494 män. Barn under 15 år utgör 18,0 %, vuxna 15-64 år 66 %, och äldre över 65 år 15,0 %.
Runt Huaqiao är det tätbefolkat, med 411 invånare per kvadratkilometer. Närmaste större samhälle är Duqiao, 17,2 km söder om Huaqiao. I omgivningarna runt Huaqiao växer i huvudsak blandskog.
Genomsnittlig årsnederbörd är 2 085 millimeter. Den regnigaste månaden är augusti, med i genomsnitt 350 mm nederbörd, och den torraste är januari, med 67 mm nederbörd.